# Udspærret annelgræs
Udspærret annelgræs eller udspærret sødgræs (Puccinellia distans) er en græsart der er hjemmehørende i Europa, men også findes i det meste af Nordamerika hvor den er naturaliseret. Den er ret almindelig i Danmark. Den vokser i fugtige områder, helst i områder med mange salte i jorden, f.eks. på naturtypen indlandssalteng, i kanterne af saltede veje, ved møddinger, gadekær og på lossepladser.
Den er en flerårig urt, der har hule stængler op til en højde på 40 til 60 cm. Blomsterstanden er en grenet top, hvor de nederste grene er udspærrede eller tilbagebøjede, også efter blomstringen. Grenene bærer yderst flere ru småaks med hver 3-6 blomster.

## Slap annelgræs
Især i det sydøstlige Danmark findes hist og her underarten slap annelgræs (Puccinellia distans ssp. borealis). Den har lidt smallere sammenlagte blade (1-2 mm) og blomsterstandens grene er oprette eller kun udstående.